# Arif Malikov
Arif Malikov (13. září 1933 Baku - 9. května 2019 Baku) byl ázerbájdžánský hudební skladatel.
Vystudoval skladbu na konzervatoři v Baku, absolvoval roku 1958. Roku 1960 začal učit na Ázerbájdžánské státní akademii, kde strávil celý život, v jeho závěru ji i vedl. Proslavil se v roce 1961, když bylo jeho první velké dílo, balet Legenda o lásce, uvedeno v Kirovově státním akademickém divadle opery a baletu v Leningradu (dnes Mariinské divadlo v Petrohradu) a získalo celostátní ohlas. Balet byl uveden i v několika zemích Evropy a je považován za jedno z nejlepších děl pocházejících z bývalého Sovětského svazu. Legenda o lásce je založena na legendě o nešťastné lásce Farhada a Širin, kterou zvěčnil turecký básník Nazim Hikmet. Malikov napsal hudbu pro dva další balety, pět symfonií a osm symfonických básní. Napsal také hudbu k velkému množství filmů a divadelních her. Byl jmenován národním umělcem SSSR.
Roku 1986 byl jmenován místopředsedou Nejvyššího sovětu Sovětského svazu. Po tragickém Černém lednu 1990, kdy sovětská vojska zmasakrovala obyvatele Baku, proti tomuto postupu protestoval. "Nemohl jsem zůstat lhostejný k osudu mé země a mého lidu. Nikdy jsem neváhal říkat pravdu a kritizovat ty, kteří Černý leden organizovali: především Michaila Gorbačova a ministra obrany Dmitrije Jazova. Nemohli mě umlčet, protože jsem byl tak známý skladatel. Moje díla se hrála po celém světě. (...) Využil jsem také svého postavení a udělal maximum, abych pomohl propustit desítky nevinných lidí, kteří byli po těch tragických lednových událostech uvězněni. Mezi lety 1988 a 1992 jsem pak nenapsal jedinou notu. Černý leden něco zlomil v mém srdci. V roce 1992 jsem se ale rozhodl vzdát politiky a vrátit se k hudbě," řekl k tomu později. O Černém lednu napsal v roce 1994 i knihu, kterou nazval zolovsky Žaluji.
Svou 8. symfonickou báseň věnoval prezidentu Hejdaru Alijevovi, svému osobnímu příteli. Byl po něm pojmenován koncertní sál na turecké Univerzitě Bilkent. Po smrti byl pochován v Čestné aleji v Baku.